# Bernartice u Trutnova
Bernartice (deutsch Bernsdorf) ist eine Gemeinde in Tschechien. Sie liegt zehn Kilometer nordöstlich von Trutnov und gehört zum Okres Trutnov.

## Geographie
Bernartice befindet sich zwischen dem Rabengebirge und Rehorngebirge am Oberlauf der Ličná (Litschenbach) und der Einmündung des Dlouhá Voda und Luční potok. Östlich erheben sich die drei Gipfel des Královecký Špičák (880 m), Kozlík (786 m) und Mravenčí vrch (837 m). Durch Bernartice führen die Staatsstraße 16 und die Bahnstrecke Jaroměř–Lubawka.
Nachbarorte sind Královec und Vrchová im Norden, Błażejów im Nordosten, Bečkov und Rybníček im Südosten, Petříkovice im Süden, Zlatá Olešnice im Südwesten, Malý Křenov (Kleinkrinsdorf) und Křenov (Krinsdorf) im Westen sowie Žacléř und Lampertice im Nordwesten.

## Geschichte
Bernartice entstand vermutlich um 1217 im Zuge der Kolonisation des Gebietes unter Ottokars I. Přemysl. Es wurde als Waldhufendorf angelegt und soll nach einem Ortsgründer Bernhard benannt worden sein. Der Pfarrchronik zufolge soll Bernsdorf bereits im Jahre 1008 unter Herzog Udalrich gegründet worden sein, zu dieser Zeit regierte jedoch Fürst Jaromír.
Erstmals urkundlich erwähnt wurde Bernsdorf 1292 unter der damaligen Bezeichnung „Stubin“ in der Gründungsurkunde des von Bolko I. gestifteten Zisterzienserklosters Grüssau. Es gehörte zu den 14 Dörfern, die zusammen mit der Stadt Liebau dem Kloster mit allen Abgaben, Rechten und Pflichten übertragen wurden und den Grundstock des Stiftslandes bildeten. 1297 kam für „Stubin“ die Bezeichnung „Bernarthicz“ auf, für 1564 ist die Schreibweise „Bernsdorf“ belegt.
Während der Amtszeit des Grüssauer Abtes Kaspar Albert (1578–1611) wurde Bernsdorf sowie die ebenfalls zu Böhmen gehörenden Stiftsdörfer Königshan, Lampersdorf und Potschendorf an die Herrschaft Schatzlar verkauft. Zusammen mit der Herrschaft Schatzlar gelangten Bernsdorf sowie die drei schon genannten ehemaligen böhmischen Stiftsdörfer 1599 an die Herrschaft Trautenau. Diese verkaufte Bernsdorf sowie Königshan, Lampersdorf und Potschendorf wiederum an das Kloster Grüssau. Kaiser Rudolph II. bestätigte den Kaufvertrag mit der Auflage, dass diese Dörfer auch weiterhin bei Böhmen verbleiben sollen. 1617 verpachteten Abt und Konvent Bernsdorf zusammen mit den drei anderen in Böhmen gelegenen Stiftsdörfern zu einem jährlichen Zins von 1000 Talern an Heinrich Kapler in Liebau. Doch die Bewohner dieser Dörfer wollten weiterhin beim Stift Grüssau verbleiben. Vermutlich deshalb wurden Bernsdorf sowie Königshan, Lampertsdorf und Potschendorf von den Aufständischen 1619 konfisziert. Nach der Schlacht am Weißen Berge wurden sie wiederum dem Kloster Grüssau übergeben. Unter Abt Georg II. gelangte Bernsdorf 1622 an Jan Rudolf Trčka von Lípa, Erbherr auf Schatzlar. Dessen Güter wurden nach seinem Tod 1635 vom Kaiser Leopold I. konfisziert. Die Herrschaft Schatzlar, mit der Bernartice verbunden blieb, schenkte der Kaiser 1636 den Jesuiten von St. Anna in Wien. Als Entschädigung für die vier böhmischen Stiftsdörfer gewährte der Kaiser dem Stift Grüssau 9.000 Floren. Die von den Jesuiten 1677/78 errichtete Kirche in Bernsdorf war bis 1786 eine Filialkirche von Goldenöls und wurde dann zur Pfarrkirche erhoben.
Ursprünglich war Bernsdorf ein landwirtschaftlich geprägtes Dorf. Später kam die Weberei hinzu. Im Jahre 1834 bestand Bernsdorf aus 1004 Einwohnern. Seit dem 19. Jahrhundert arbeiteten viele der Bewohner in den Steinkohlenschächten von Schatzlar und Lampersdorf. Nach der Aufhebung der Patrimonialherrschaften gehörte Bernsdorf ab 1850 zum Gerichtsbezirk Schatzlar bzw. zum Bezirk Trautenau. 1864 entstand die Flachsspinnerei von Franz Fiedler, die 1872 an Österreicher & Söhne verkauft wurde. 1886 kam eine Jutespinnerei hinzu. Im Jahre 1868 nahm die Eisenbahn von Schwadowitz nach Königshan den Betrieb auf. 1912 hatte Bernsdorf 2027 Einwohner. Zu dieser Zeit erfolgte auch die Gründung der Fischfabrik Berko, die sich 1942 mit anderen Unternehmen zur Fischfabrik Toryk zusammenschloss.
Infolge des Münchner Abkommens wurde Bernsdorf 1938 dem Deutschen Reich angeschlossen und gehörte bis 1945 zum Landkreis Trautenau. In Bernsdorf wurde im Juni 1941 von den Deutschen ein Lager für Juden eingerichtet, die Zwangsarbeit leisten mussten. Nach deren Deportation wurde im März 1944 ein Außenlager des KZ Groß-Rosen für 300 Jüdinnen errichtet, das erst bei Kriegsende befreit wurde.
Nach dem Zweiten Weltkrieg wurden die deutschen Bewohner vertrieben. Mit der Übernahme der Macht durch die Kommunisten 1948 wurde die Fischfabrik verstaatlicht und später stillgelegt. In der ehemaligen Textilfabrik werden jetzt Plastiksäcke hergestellt.

## Gemeindegliederung
Die Gemeinde Bernartice besteht aus den Ortsteilen Bernartice (Bernsdorf) und Křenov (Krinsdorf). Grundsiedlungseinheiten sind Bečkov (Potschendorf), Bernartice, Křenov, Malý Křenov (Kleinkrinsdorf), Rybníček (Teichwasser) und Vrchová (Berggraben).
Das Gemeindegebiet gliedert sich in die Katastralbezirke Bečkov, Bernartice und Křenov u Žacléře.

## Sehenswürdigkeiten

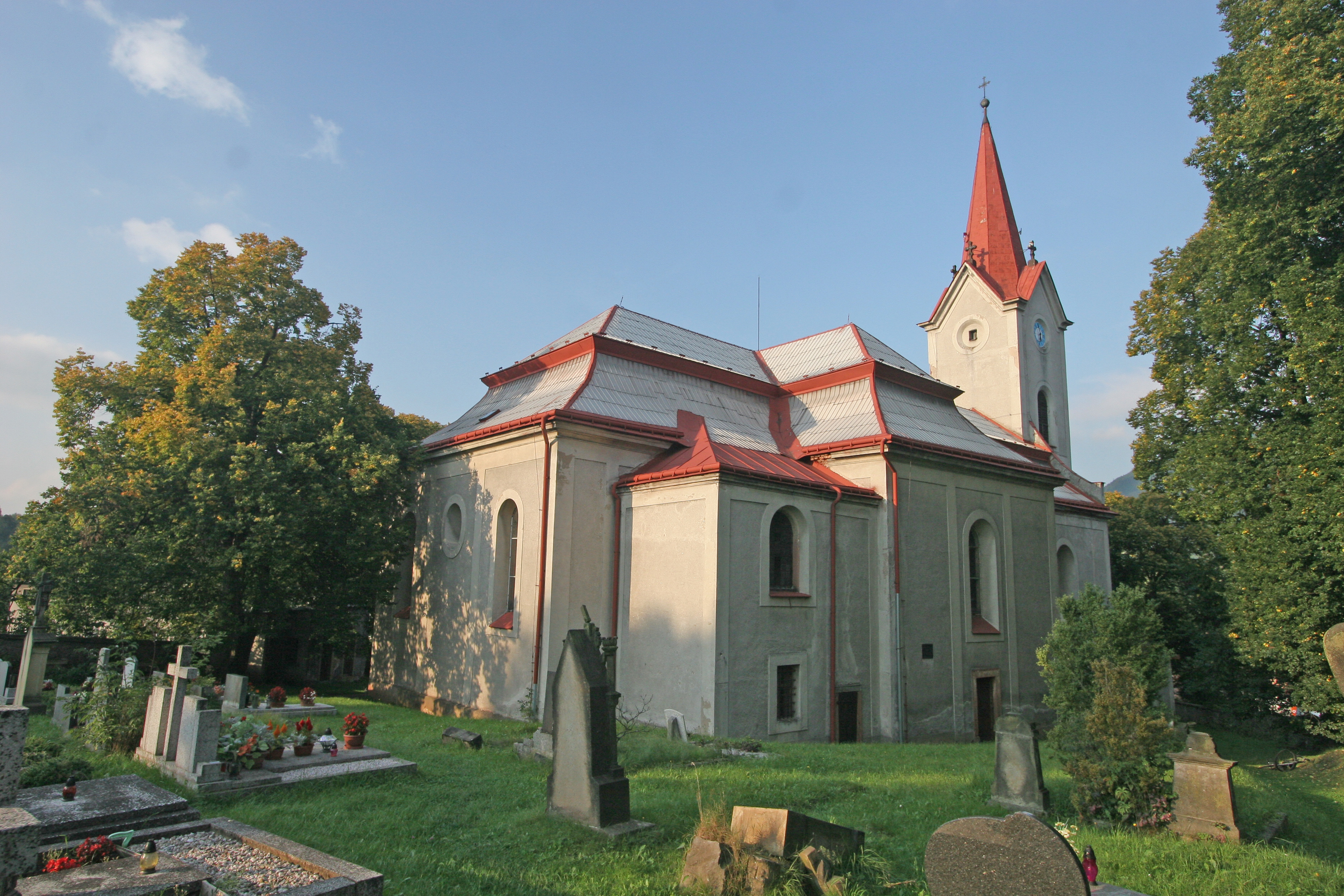
Kirche Mariä Himmelfahrt

- Die barocke Kirche Mariä Himmelfahrt wurde 1677–1678 an der Stelle eines hölzernen Vorgängerbaus errichtet.
- Der 30 m hohe Eisenbahnviadukt über die Ličná entstand 1866–1868.

## Persönlichkeiten
- Alois Kuhn (* 1940), deutscher Zeichner und Karikaturist